# Dante (opéra)
Pour les articles homonymes, voir Dante (homonymie).
Dante, op.111, est un opéra du compositeur français Benjamin Godard sur un livret d'Édouard Blau créé en 1890 à Paris. L'histoire s'inspire de la vie du poète italien du trecento Dante Alighieri.

## Historique
Édouard Blau était déjà le librettiste d'un autre opéra du compositeur, Jocelyn, créé en 1888. La partition est composée durant la première moitié de l'année 1889. Benjamin Godard avait quant à lui déjà travaillé sur l'œuvre de Dante quand il compose Les Guelfes, créé en 1882, tiré d'un événement qui impacta le vie du peintre italien. 
L'opéra est créé le 7 mai 1890 au Théâtre national de l'Opéra-Comique de Paris dans la salle provisoire du Théâtre-Lyrique. L'histoire explore davantage la vie amoureuse du poète italien auteur de la Divine Comédie que cet ouvrage ; il n'est qu'évoqué dans un air et dans le lieu diégétique de l'acte trois —aux Enfers—. D'ailleurs, cela lui a été reproché aux auteurs lors de la création. Dante n'est en effet qu'un demi-échec pour le public qui ne trouve pas grâce à ses yeux et un échec complet pour la presse, bien qu'il soit joué onze fois lors de sa création. À cet effet, l'ouvrage n'est par la suite plus rejoué sur scène pendant cent-trente ans.

### Postérité
Dante est jouée en version concert en 2016 à l'Opéra royal du Château de Versailles avec le Palazzetto Bru Zane, dirigée par le chef d'orchestre allemand Ulf Schirmer, avec l’Orchestre de la Radio de Munich et le Chœur de la Radio Bavaroise. On y retrouve la soprano française Véronique Gens en Béatrice, Edgaras Montvidas en Dante, Jean-François Lapointe en Simeone, Rachel Frenkel en Gemma. Cette production donne lieu à la parution d'un disque,.
L'ouvrage est redécouvert sur scène en 2019 par l'Opéra de Saint-Étienne dans une nouvelle production,. Il y est dirigé par Mihhail Gerts avec l'Orchestre Symphonique Saint-Étienne Loire et mis en scène par Jean-Romain Vesperini. Dans cette mise en scène, décorée par Bruno de Lavenère, le plateau présente un décor unique, qui tourne légèrement pour laisse voir les angles différents des sept colonnes et l'escalier qui surplombent l'espace. Les costumes ont été réalisés par Cédric Tirado et la lumière était assurée par Christophe Chaupin. On retrouve Paul Gaugler dans le rôle de Dante et Sophie Marin-Degor dans le rôle de Béatrice, l'amante du poète.

## Description
Dante est un opéra (ou drame lyrique) romantique en quatre actes, d'une durée approximative de deux heures et trente minutes, dont le livret est écrit en français. L'opéra est dédié au compositeur français Ambroise Thomas.
Avec cet ouvrage, Benjamin Godard s'inscrit dans la continuité stylistique de Charles Gounod et s'éloigne du découpage des œuvres de Jules Massenet. De plus, il a su résister à l'influence wagnerienne dans sa composition. En cela, l'opéra insiste davantage sur la symphonie et les effets dramatiques du chant et la musique, s'approchant parfois plutôt du style de l'oratorio.

### Rôles
| Rôle                                        | Voix          | Créateur             | Saint-Étienne 2019, Mihhail Gerts |
| ------------------------------------------- | ------------- | -------------------- | --------------------------------- |
| Dante, poète                                | ténor         | Étienne Gibert       | Paul Gaugler                      |
| Béatrice Portinari                          | soprano       | Cécile Simonnet      | Sophie Marin-Degor                |
| Gemma Donati, sa confidente                 | mezzo-soprano | Jeanne-Eugénie Nardi | Aurhelia Varak                    |
| Siméone Bardi, fiancé de Béatrice Portinari | baryton       | Paul Lhérie          | Jérôme Boutillier                 |
| L'Ombre de Virgile                          | basse         |                      | Frédéric Caton                    |
| Un Ecolier                                  | mezzo-soprano |                      | Diana Axentii                     |
| Un Vieillard                                | basse         |                      |                                   |
| Un Héraut d'armes                           | ténor         |                      | Jean-François Novelli             |

### Résumé
Le poète Dante Alighieri aime en secret Béatrice Pontinari, fiancée de son ami et rival Simeone Bardi. Élu Prieur de Florence, il voit finalement s'abattre sur lui la vengeance de son ami, qui devait épouser Béatrice, et qui le prive de son pouvoir et de son amour.

### Argument

#### Acte I
À Florence, les Guelfes, partisans de la papauté et les Gibelins, qui soutiennent le Saint-Empire, s’affrontent. Le poète Dante Alighieri, de retour après un long voyage, tente de réconcilier les deux parties. Il rencontre son ami, Simeone Bardi, qui lui annonce son prochain mariage avec Béatrice Portinari. Resté seul, Dante désespère : il est également amoureux de Béatrice en secret. De son côté, Béatrice ne peut se résoudre à épouser Bardi car elle aime aussi Dante. Sa confidente Gemma tente de la réconforter. Soudain, les cris de liesse se font entendre dans la ville : Dante vient d’être élu Prieur. Bardi entre avec le nouvel homme fort de la cité, qui hésite cependant à accepter sa nomination. Mais Béatrice paraît devant lui, et l’encourage, pour être aimé du peuple et des cœurs cachés dans l’ombre : Dante accepte.

#### Acte II
Seul, Bardi s’inquiète : Guelfes et Gibelins, qui ont été bannis, ont fait appel à Charles de Valois pour démettre Dante. Il rumine par ailleurs les encouragements de Béatrice, dans lesquels il a décelé l’amour porté à Dante. Gemma lui demande de renoncer à épouser Béatrice puis elle révèle à Bardi l'amour qu'elle porte à Dante. Bardi refuse de pardonner l’amour de sa fiancée et part se venger. Cachée, Béatrice, qui ignorait tout de la démarche de Gemma, décide de renoncer à son amour pour Dante afin de le sauver. Mais lorsque ce dernier paraît et laisse éclater sa passion, elle ne peut résister. Soudain, des Guelfes et des Gibelins paraissent, avec Bardi à leur tête. Par la force des armes, ils forcent Béatrice à entrer au couvent et Dante à quitter la ville.

#### Acte III
Sur le Mont Pausilippe, un Vieillard appelle les paysans à rentrer chez eux, tandis que des écoliers viennent poser des fleurs sur la tombe de Virgil. Dante, désespéré, s’y recueille, implorant le poète de lui inspirer le poème idéal qui lui permettrait de retrouver la gloire et de reconquérir Béatrice. Alors qu’il s’endort, le poète lui apparaît en songe, et lui offre une vision de l’Enfer, du paradis, puis de Béatrice qui lui promet leur union et un éternel amour.

#### Acte IV
Alors que Dante se réveille de son rêve, Bardi vient le trouver : rongé de remords, il promet de réunir le poète et Béatrice, obtenant le pardon de Dante. Dans son couvent de Naples, Béatrice est très diminuée, ce qui inquiète Gemma, venue la visiter. Lasse de souffrir, Béatrice sent que sa mort est proche. Laissée seule, elle supplie le Seigneur de lui offrir un moment avec Dante avant de mourir. Justement, Dante et Bardi s’approchent : les deux amants se retrouvent dans leur amour mutuel. Mais leurs retrouvailles sont de courte durée : Béatrice expire dans les bras de Dante, qui jure de l’immortaliser par son art.

## Enregistrements
- Benjamin Godard. Dante, Palazzetto Bru Zane, 2016, 2 CD[6].